# Botifarra
Botifarra är ett katalanskt kortspel för fyra deltagare som spelar ihop partnervis två och två. Det spelas traditionellt med en spansk kortlek med 48 kort, men en vanlig fransk-engelsk kortlek med 10:orna bortplockade går också att använda. Spelet går ut på att ta hem stick med så värdefulla kort som möjligt; mest poäng ger 9:orna, därefter essen och bildkorten.
Given väljer eller överlåter till sin partner att välja trumffärg eller spel utan trumf. De poäng man ska spela om kan dubbleras upp till tre gånger: först av motspelarna, sedan av givens sida och till sist åter av motspelarna. Därutöver räknas poängen alltid dubbelt vid spel utan trumf. Vid spelet om sticken gäller vissa stränga regler för vilka kort som får läggas ut. Den sida som först uppnått en överenskommen poängsumma vinner partiet.

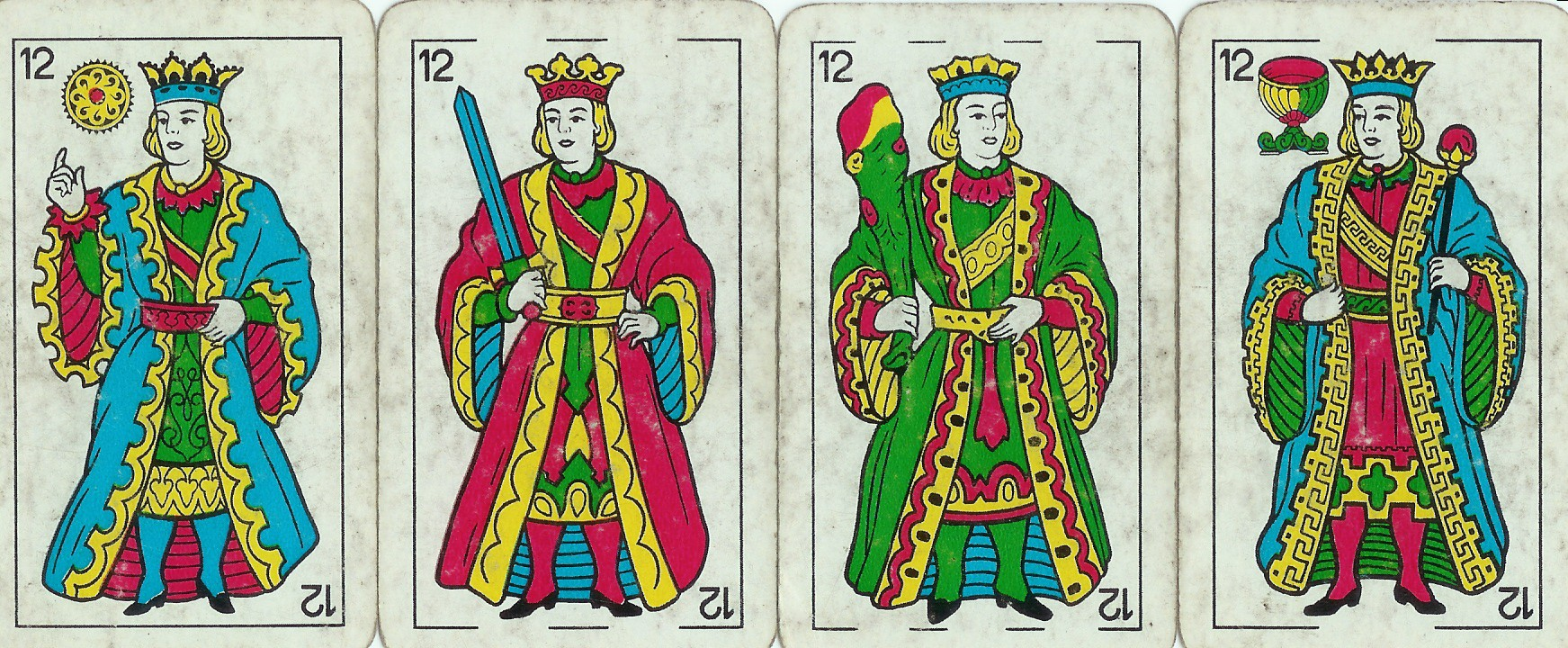
De fyra kungarna i en spansk kortlek. Färgerna eller sviterna heter (från vänster) oros, espadas, bastos och copas, på svenska benämnda mynt, svärd, käppar och bägare.